# Portal (Dakota Północna)
Portal – miasto w Stanach Zjednoczonych, w stanie Dakota Północna, w hrabstwie Burke.